# خیابان آواز
خیابان آواز (به انگلیسی: Sing Street) فیلمی در ژانر موزیکال و کمدی-درام به کارگردانی جان کارنی است که در سال ۲۰۱۶ منتشر شد. از بازیگران آن می‌توان به ماریا دویل کندی، آیدان گیلن، جک رینور، فردیا والش-پیلو و مارک مک‌کنا اشاره کرد. این فیلم تولید مشترک ایرلند، آمریکا و انگلستان است.
این فیلم اولین بار در تاریخ ۲۴ ژانویه ۲۰۱۶، در جشنواره فیلم ساندنس اکران شد. در ۱۷ مارس ۲۰۱۶ در ایرلند، در ۱۵ آوریل ۲۰۱۶ در آمریکا و در ۲۰ مه ۲۰۱۶ در انگلستان اکران شد.
خیابان آواز با تحسین منتقدان همراه بود و هفتاد و هفتمین مراسم گلدن گلوب نامزد جایزه گلدن گلوب بهترین فیلم موزیکال یا کمدی شد.

## داستان
داستان این فیلم درباره کارنر، پسری ماجراجو در دهه ۱۹۸۰ میلادی در شهر دوبلین است که پس از به وجود آمدن مشکلات مالی برای خانواده خود، دوران تاریکی را سپری می‌کند. تا اینکه یک روز تصمیم می‌گیرد یک گروه موسیقی تشکیل دهد تا یک فرد خاص را تحت تاثیر قرار دهد.

## بازیگران
- فردیا والش-پیلو در نقش کانر
- لوسی بوینتون در نقش رافینا
- جک رینور در نقش برندن
- آیدان گیلن در نقش رابرت
- ماریا دویل کندی در نقش پنی
- مارک مک‌کنا در نقش ایمون

## تولید
در فوریه ۲۰۱۴، اعلام شد که جان کارنی کارگردانی فیلم را بر عهده خواهد داشت وی خلاصه فیلمنامه خود را داستان پسری که برای تحت تاثیر قرار دادن دختری، گروه موسیقی ایجاد می‌کند را توصیف کرد. او این فیلم را تصویری نیمه زندگی‌نامه‌ای از زندگی خودش در دوبلین توصیف کرد.
کارنی در مصاحبه‌ای در سال ۲۰۱۴، اعلام کرد که بازیگران ناشناخته را برای فیلم انتخاب خواهد کرد، بعدها معلوم شد که بازیگرات ناشناخته  فردیا والش-پیلو، مارک مک‌کنا، کارل رایس، بن کارولان، کانر همیلتون و پرسی چامبوروکا هستند. از بازیگران مشهور این فیلم می‌توان به آیدان گیلن، ماریا دویل کندی و جک رینور اشاره کرد که به ترتیب در نقش‌های پدر، مادر و برادر کانر ظاهر شدند.
فیلم‌برداری در ماه سپتامبر ۲۰۱۴ در دوبلین آغاز شد و در ۲۵ اکتبر همان سال به اتمام رسید.

## بازخورد
خیابان آواز با تحسین گسترده منتقدان همراه بود و توانست از ۲۰۴ نقد نمره ۹۵ از ۱۰۰ را از منتقدان سایت راتن تومیتوز دریافت کند و از بازی بازیگران، داستان و موسیقی تعریف و تمجید شد.

## جوایز
| سال  | جایزه                         | دسته‌بندی                    | گیرنده           | نتیجه    |
| ---- | ----------------------------- | --------------------------- | ---------------- | -------- |
| ۲۰۱۶ | جوایز گزینش منتقدان فیلم      | بهترین موسیقی               | گری کلارک جونیور | نامزدشده |
| ۲۰۱۷ | جایزه امپایر                  | بهترین موسیقی متن           | خیابان آواز      | نامزدشده |
| ۲۰۱۷ | جایزه گلدن گلوب               | بهترین فیلم موزیکال یا کمدی | خیابان آواز      | نامزدشده |
| ۲۰۱۶ | جایزه فیلم و تلویزیون ایرلندی | بهترین فیلم                 | خیابان آواز      | نامزدشده |
| ۲۰۱۶ | جایزه فیلم و تلویزیون ایرلندی | بهترین کارگردان             | جان کارنی        | نامزدشده |
| ۲۰۱۶ | جایزه فیلم و تلویزیون ایرلندی | بهترین فیلمنامه             | جان کارنی        | نامزدشده |
| ۲۰۱۶ | جایزه فیلم و تلویزیون ایرلندی | بهترین طراحی لباس           | تزیانا کوروسیبری | نامزدشده |
| ۲۰۱۶ | جایزه فیلم و تلویزیون ایرلندی | بهترین صداگذاری             | رابرت فلانگان    | نامزدشده |
| ۲۰۱۶ | جایزه فیلم و تلویزیون ایرلندی | بهترین گریم                 | خیابان آواز      | نامزدشده |
| ۲۰۱۶ | جایزه فیلم و تلویزیون ایرلندی | بهترین بازیگر نقش مکمل مرد  | جک رینور         | پیروز    |
| ۲۰۱۶ | جایزه فیلم و تلویزیون ایرلندی | بهترین فیلم بریتانیایی سال  | خیابان آواز      | نامزدشده |
| ۲۰۱۶ | جایزه فیلم و تلویزیون ایرلندی | بازیگر جوان بریتانیایی سال  | فردیا والش-پیلو  | نامزدشده |
| ۲۰۱۶ | انجمن منتقدان فیلم سن دیگو    | بهترین فیلم                 | خیابان آواز      | پیروز    |
| ۲۰۱۶ | انجمن منتقدان فیلم سنت لوئیس  | بهترین فیلم                 | خیابان آواز      | پیروز    |
| ۲۰۱۶ | انجمن منتقدان فیلم سنت لوئیس  | بهترین موسیقی               | خیابان آواز      | نامزدشده |
| ۲۰۱۷ | هیئت ملی بازبینی فیلم         | بهترین فیلم مستقل           | خیابان آواز      | پیروز    |

## اقتباس
در ۲۶ مارس ۲۰۲۰، نمایش موزیکال به همین نام و اقتباس از این فیلم در تئاتر برادوی انجام شد.